# John Harvard

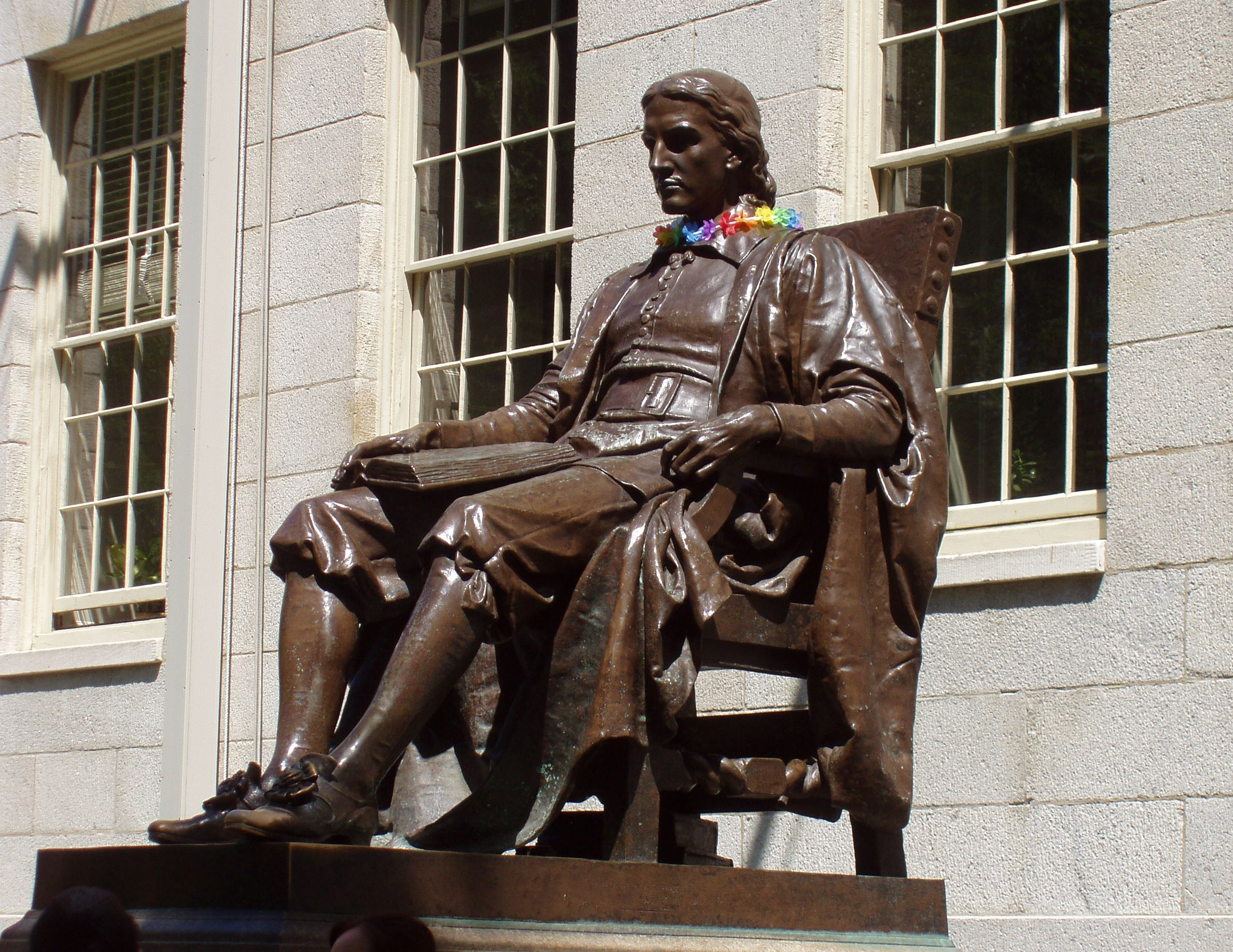
Statuia lui John Harvard din 1884 la Universitatea Harvard.

John Harvard (n. 26 noiembrie 1607, Southwark - d. 14 septembrie sau 24 septembrie 1638, Charlestown, Massachusetts) a fost un teolog puritan american de origine engleză.